# Ordinariat für die armenischen Gläubigen in Rumänien

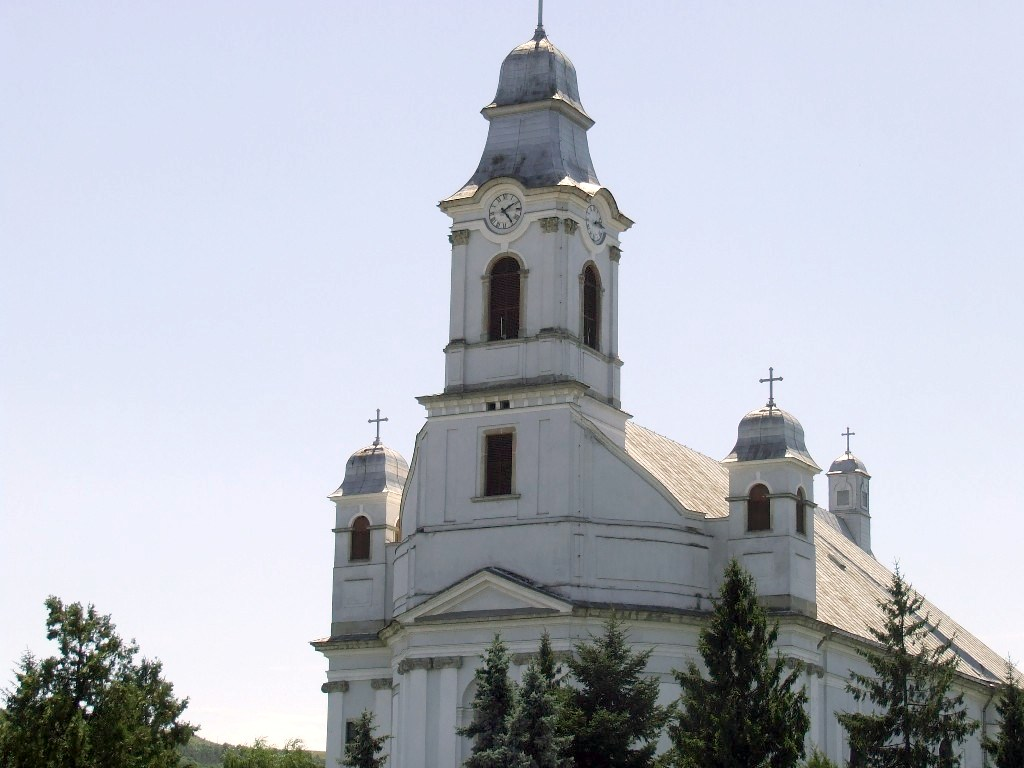
Catedrala Armeano-Catolică Sfânta Treime

Das Ordinariat für die armenischen Gläubigen in Rumänien (lat.: Ordinariatus Romaniae Armenorum) ist ein in Rumänien gelegenes Ordinariat der armenisch-katholischen Kirche mit Sitz in Gherla.
Die vier Gemeinden liegen alle in Siebenbürgen:
- Dumbrăveni im Kreis Sibiu,
- Frumoasa im Kreis Harghita
- Gheorgheni im Kreis Harghita und
- Gherla im Kreis Cluj.

## Geschichte
Papst Pius XI. gründete es mit der Bulle Solemni Conventione am 5. Juni 1930.

## Ordinarien von Rumänien
- Sedisvakanz (1930–1991)
  - György-Miklós Jakubínyi, 1991–2020 (Apostolischer Administrator)
  - Gergely Kovács, seit 2020 (Apostolischer Administrator)